# Monofisisme
El monofisisme va ser un corrent cristològic que considerava que l'única natura de Crist és la divina. Va sorgir per primera vegada el segle v i va tenir diferents manifestacions al llarg de la història, una d'aquestes la dels acèfals. Fou condemnat a l'heretgia durant el concili de Calcedònia (451), que assegura que Jesús reuneix en ell una doble natura: la humana (per l'Encarnació) com a fill de la Verge Maria, i la divina com a Fill de Déu, doctrina establerta després de diversos concilis. Igualment s'oposa a l'heretgia oposada, el nestorianisme. Per aquest fet els cristians monofisites són anomenats també precalcedonians.
Hi ha dos corrents bàsics del monofisisme: el primer afirma que la natura humana que tenia Jesús en néixer es va dissoldre dins la divina (defensat per Eutiques de Constantinoble) i el segon no nega la natura humana, però sosté que està absolutament dominada per la divina, ja que la raó divina ha pres el lloc de la ment humana (com explicava, entre d'altres, Apol·linar de Laodicea).
Es va difondre per Egipte, Síria i Armènia. Justinià I temia que el monofisisme acabés en un cisma entre els cristians, seguí una línia neocalcedoniana, intentant l'entesa entre calcedonians i monofisites. Amb un edicte de 543-544 condemnà cm heretgia els escrits anomenats els Tres Capítols, que en un primer moment el Papa Vigili I havia acceptat. La polèmica d'un pontífex recolzant anatemes va forçar la convocatòria urgent del Concili de Constantinoble II de 533, el cinquè ecumènic, i l'amenaça de detenció indefinida del Papa, qui va acabar signant la condemna. El 529 l'emperador va tancar l'escola d'Atenes, que considerava un focus de paganisme. Justinià creia que la religió ortodoxa del seu imperi es veia amenaçada pels diversos corrents religiosos amb els quals compartia temps i espai, especialment pels heretges monofisites, que tenien molts seguidors a les províncies orientals de Síria i Egipte. La doctrina monofisita fou condemnada com a heretgia al Concili de Calcedònia del 451, i les polítiques de tolerància davant el monofisisme de Zenó i d'Anastasi I Dicor havien estat una font de tensió en les relacions amb els bisbes de Roma. L'emperador va invertir aquesta tendència i es confirma en la doctrina de Calcedònia, condemnant obertament els monofisites.
Actualment, formen part de la tradició monofisita l'Església Ortodoxa Siríaca o jacobita, amb l'Església Ortodoxa Siriomalankar a l'Índia, l'Església Ortodoxa Copta, l'Església Ortodoxa Etíop i l'Església Apostòlica Armènia, encara que la majoria d'aquestes han canviat el monofisisme pel miafisisme.